# التهاب المستقيم
التهاب المستقيم هو التهاب في فتحة الشرج وبطانة المستقيم يؤثر فقط على البوصات الست الأخيرة للمستقيم.

## نظرة عامة
الأعراض هي الإحساس الملح وغير الفعال بضرورة تفريغ الأمعاء والإسهال والنزيف المستقيمي والإفراغ المحتمل والشعور بعدم القدرة على إفراغ الأمعاء بالشكل الكافي والتشنجات اللإرادية والتشنج أثناء حركات الأمعاء والشعور بآلام بطنية في الجانب الأيسر ومرور المخاط من خلال المستقيم والشعور بآلام شرجية.

## الأسباب
هناك عدة أسباب محتملة لالتهاب المستقيم. فربما يحدث دون أسباب (التهاب المستقيم مجهول السبب). وهناك أسباب أخرى بما في ذلك الضرر الناجم عن الإشعاع (على سبيل المثال في العلاج الإشعاعي لـ سرطان الرحم وسرطان البروستاتا) أو مثل الداء المنقول جنسيًا، مثلما هو الحال في الدَّبل المناخي والتهاب المستقيم الهربسي. ويرتبط التهاب المستقيم أيضًا بالإجهاد [بحاجة لمصدر] وقد أشارت الدراسات الحديثة إلى المرض البطني المرتبط «بالتهاب المستقيم» والذي يمكن أن يؤدي إلى الحساسية المفرطة من الغلوتين.
من أشهر أسباب هذا المرض الجنس الشرجي مع عدة أشخاص مصابين بأمراض منقولة جنسيًا بين المثليين. وقد تبين أن استخدام الحقنة الشرجية تُسهل من انتشار الدَّبل المناخي لالتهاب المستقيم.

## الأعراض
فالعرض الشائع هو الإلحاح المستمر في حركة الأمعاء - حيث قد يشعر المستقيم بالانتفاخ أو الإمساك. وهناك عَرض آخر وهو الإيلام والتهيج المعتدل في المستقيم ومنطقة الشرج. أما أكثر الأعراض خطورة فهي القيح والدم في التفريغ، المصحوب بالتشنجات والألم أثناء حركة الأمعاء. فإذا كان هناك نزيف حاد، فيمكن أن يكون السبب حالة يطلق عليها فقر الدم فتظهر أعراض مثل شحوب الجلد والتهيج والضعف والدوخة وضعف الأظافر وضيق التنفس.

### التهاب المستقيم المنقول جنسيًا
مرض السيلان (التهاب المستقيم السيلاني)
هذا هو السبب الأكثر شيوعًا. المرتبط بقوة مع الجنس الشرجي. حيث تشتمل الأعراض على الألم أو الحكة الدموي أو القيح مثل الدموي أو القيحي، التفريغ أو الإسهال. وربما تكون المشاكل المستقيمية الأخرى المتواجدة هي الثؤلول الشرجي والتمزق الشرجي والنواسير والبواسير.
الكلاميديا (التهاب المستقيم الكلاميديا)
قد لا تظهر أي أعراض على الأفراد في عشرين في المائة من الحالات، سواء كانت أعراضًا متوسطة أو حادة. حيث تشتمل الأعراض المتوسطة على الألم المستقيمي مع حركات الأمعاء والتفريغ المستقيمي والتشنج. أما في الحالات الحادة، فربما يكون الناس مصابين بتفريغ دموي أو قيحي والألم المستقيمي الحاد والإسهال. في حين يُعاني بعض الناس من القيود المستقيمية وضيق مسلك المستقيم. وقد يتسبب ضيق مسلك المستقيم في الإمساك والإجهاد والتغوط المائي القوام.
فيروس الحلأ البسيط 1 و2 (التهاب المستقيم الهربسي)
ربما تشتمل الأعراض على الحويصلات المتعددة التي تتمزق لتُشكل التقرحات والزَحير وألم المستقيم و التفريغ والتغوط المدمي. وقد يأخذ هذا المرض مجراه الطبيعي من السَورات والهدأة ولكنه عادة ما يكون أكثر تمددًا وشدة في المرضى الذين يعانون من اضطرابات نقص المناعة. وربما تُشبه هذه العروض التهاب الجلد أو القرحة التقرحات في المرضى الضعفاء أو طريحي الفراش. وربما تتواجد العدوى البكتيرية الثانوية.
الزهري (التهاب المستقيم الزهري)
تتشابه هذه الأعراض مع الأسباب الأخرى لالتهاب المستقيم المعدي وألم المستقيم والتفريغ والتشنجات أثناء حركات الأمعاء، ولكن ربما لا يكون لدى بعض الناس أي أعراض. في حين يحدث الزهري على ثلاث مراحل.
- المرحلة الأولى: قرحة غير مؤلمة أقل من بوصة بحدود مرتفعة موجودة في مكان الاتصال الجنسي وأثناء المراحل الحادة للعدوى تكون الغدد الليمفاوية في منطقة الأربية، مريضة وثابتة ومطاطية.
- المرحلة الثانية: ربما يظهر الطفح الجلدي المعدي المنتشر على الجسم كله، وخاصة على اليدين والقدمين.
- المرحلة الثالثة: تحدث في وقت متأخر أثناء الإصابة بمرض الزهري وغالبًا ما تصيب القلب والجهاز العصبي.

## التشخيص
يمكن للأطباء تشخيص التهاب المستقيم من خلال النظر داخل المستقيم بمنظار المستقيم أو المنظار السيني. حيث تؤخذ الخزعة، التي يقشط فيها الطبيب قطعة صغيرة من نسيج المستقيم ثم يختبرها. ويجوز للطبيب أيضًا أخذ عينة البراز لاختبارها من العدوى أو البكتيريا. فإذا اشتبه الطبيب في أن المريض يعاني من داء الكرون أو التهاب القولون التقرحي أو تنظير القولون أو الباريوم الحقنة الشرجية فيتم استخدام الأشعة السينية لدراسة مناطق الأمعاء.

## العلاج
يختلف علاج التهاب المستقيم باختلاف شدته وسببه. فعلى سبيل المثال، قد يصف الطبيب المضادات الحيوية لالتهاب المستقيم الناجم عن العدوى البكتيرية. فإذا نتج التهاب المستقيم عن داء الكرون أو التهاب القولون التقرحي، فربما يصف الطبيب دواء حمض 5-الأمينوساليسليك ( حمض 5-الأمينوساليسليك) أو الكورتيزون الذي يستعمل مباشرة على منطقة الحقنة الشرجية أو على شكل التحاميل أو يؤخذ عن طريق الفم على شكل الحبوب. وعادة ما يكون استعمال الحقنة الشرجية والتحاميل أكثر فعالية وربما يكون بعض المرضى بحاجة إلى مزيج من الاستعمال الفموي والشرجي.
وهناك علاج آخر متاح وهو المكملات الليفية مثل ميتاموسيل Metamucil. وربما يؤدي تناول هذه الأدوية بشكل يومي إلى إعادة التنظيم وتقليل الألم المصاحب لالتهاب المستقيم.

## وصلات خارجية
- eMedicine
- Force9
- WebMD